# نور نجيم
نور فادي نجيم ( 6 فبراير 2004) هي لاعبة كرة قدم لبنانية تلعب كمدافعة لفريق الكلية الأمريكية كوكر كوبرا والمنتخب اللبناني.

## مهنة النادي

### لبنان
بين عامي 2012 و2016، لعبت على مستوى الشباب في نادي للبنين. وانضمت إلى نادي ذوق مصبح في عام 2016، ولعبت مع فرق تحت 17 عامًا وتحت 19 عامًا والمنتخب حتى عام 2018 ثم انتقلت بعد ذلك إلى نادي نجوم الرياضة، قبل أن تنضم إلى نادي أيليفين برو في عام 2019.

### الولايات المتحدة
لعبت لفريق سنترال ميثوديست إيجلز، وفريق الجامعة الميثودية المركزية. وفي 28 مارس 2022، انتقلت إلى نادي أيوا رابتورز الإنجليزي الذي ينافس في الدوري الممتاز للسيدات.
في عام 2022، انضمت إلى فريق جامعة كوكر كوبراس، وترشحت كأفضل رياضية للشهر في أغسطس من قبل الجامعة، وعُيّنت في الفريق الثالث لمؤتمر جنوب المحيط الأطلسي (SAC) لعام 2022، في عام 2023، أختيرت في فريق الثاني للمؤتمر للموسم التحضيري 2023.

## مهنة دولية
مثلت لبنان دوليًا في مستويات تحت 15 عامًا وتحت 16 عامًا وتحت 18 عامًا وتحت 19 عامًا. وظهرت لأول مرة مع منتخب لبنان في 8 أبريل 2021، في بطولة ودية ضد أرمينيا.

## الحياة الشخصية
التحقت بمدرسة أصدقاء القديسين في بيت شباب. وفي عام 2022، التحقت بجامعة كوكر لتتخصص في إدارة الأعمال.

## الانجازات
ذوق مصبح
- الدوري اللبناني لكرة القدم للسيدات: 2017–18
- كأس لبنان للسيدات: 2016–17، 2017–18
- كأس السوبر اللبناني للسيدات: 2017

نجوم الرياضة
- الدوري اللبناني لكرة القدم للسيدات: 2018–19
- كأس لبنان للسيدات: 2018–19
- المركز الثاني في بطولة اتحاد غرب آسيا للأندية للسيدات: 2019

أيليفين
- كأس الاتحاد اللبناني للسيدات: 2020–21

لبنان تحت 15 سنة
- بطولة غرب آسيا تحت 15 سنة للفتيات: 2018

لبنان تحت 18 سنة
- بطولة اتحاد غرب آسيا للفتيات تحت 18 سنة: 2019.[10]

فردي
- الفريق الثالث لمؤتمر جنوب المحيط الأطلسي: 2022.[11]
- الفريق الثاني لمؤتمر جنوب المحيط الأطلسي: 2023 قبل الموسم.[7]

## روابط خارجية
- الملف الشخصي في WPSL
- الملف الشخصي في كوكر كوبرا
- نور نجيم على موقع أف آي لبنان (FA Lebanon)